# KFC (voetbalclub)
KFC (Kooger Football Club) is een amateurvoetbalvereniging en voormalige profclub uit Koog aan de Zaan, Noord-Holland, Nederland, opgericht op 20 oktober 1910.

## Geschiedenis
De club werd op 20 oktober 1910 opgericht onder de naam EDO. In 1911 trad EDO tot de Noordhollandsche Voetbalbond toe, waarna de naam veranderd werd in KFC. In 1913 werd het eerste kampioenschap behaald en promoveerde zij naar de Tweede klasse van de NHVB. In 1915 eindigen zij op de tweede plaats en werden bij keuze tot de Eerste klasse toegelaten. Na een paar jaar in de Eerste klasse gespeeld te hebben, eindigde KFC in het seizoen 1918/19 op de eerste plaats.
KFC kende zijn glorietijd in de jaren dertig van de twintigste eeuw. De ploeg speelde in die periode steeds in de Eerste klasse. In het seizoen 1933/34 werd KFC klassekampioen en mocht daarom meedoen aan de kampioenscompetitie. Pas in de laatste wedstrijd van het seizoen verloor de ploeg van Ajax. Een seizoen later bereikte KFC de finale van de beker, maar verloor van RFC Roermond.
In de volksmond werd KFC ook wel de De Groote Koogsche genoemd. Het speelveld lag aan de Pinkstraat, onder en pal naast rijksweg 8 waar nu onder meer een vestiging van de Gamma is. De capaciteit was bescheiden, maar in de jaren 50 werden toeschouwersaantallen van 4000 tot 5000 mensen met enige regelmaat bereikt, met een uitschieter tot bijna 8000 in een derby tegen Volendam.

## Standaardelftallen

### Zaterdag
Het standaardelftal in de zaterdagafdeling speelt in het seizoen 2024/25 in de Zesde klasse van het KNVB-district West-I.

#### Competitieresultaten 2003–2018
| 1 5B |

| 5 4B |

| 7 4B |

| 4 4B |

| 10 4B |

| 10 4B |

| 10 4B |

| 9 5A |

| 10 5A |

| 8 5A |

| 3 5A |

|  |

|  |

|  |

| 13 4B |

| 9 4C |

|  |

|  |

| - 4B |

| Vierde klasse | Vijfde klasse |

### Zondag
Het standaardelftal in het zondagvoetbal speelt in het seizoen 2024/25 in de Tweede klasse van het KNVB-district West I.

#### Competitieresultaten 1913–2020
N.B. van 1955/56-1963/64 betreffen het de resultaten in het betaald voetbal.
| 1 3A |

| 2 2A |

| 2 2A |

| 1A |

| 2 1A |

| 1 1A |

| 4 3G |

| 4 3F |

| 3 3B |

| 3 3B |

| 6 3A |

| 2 3B |

| 1 3B |

| 8 2A |

| 2 2A |

| 5 2A |

| 3 2A |

| 1 2A |

| 6 |

| 4 |

| 5 |

| 1 |

| 4 |

| 8 |

| 6 |

| 3 |

| 9 |

| 9 |

| 10 |

| 4 2A |

| 2 2A |

| 1 2A |

|  |

| 2 2A |

| 1 2B |

| 1 2A |

| 8 |

| 9 |

| 12 1C |

| 6 2B |

| 5 2A |

| 7 2B |

| 6 2A |

| 1 C |

| 13 A |

| 14 B |

| 8 B |

| 8 A |

| 3 A |

| 11 A |

| 5 A |

| 10 A |

| 10 4B |

| 10 4D |

| 11 4D |

| 3 4D |

| 4 4D |

| 1 4D |

| 2 3B |

| 3 3B |

| 5 3B |

| 4 3B |

| 1 3B |

| 5 2A |

| 10 2A |

| 12 2A |

| 8 3B |

| 3 3A |

| 3 3A |

| 5 3A |

| 5 3B |

| 8 3B |

| 1 3B |

| 11 2A |

| 9 3B |

| 5 3B |

| 11 3A |

| 6 4D |

| 8 4D |

| 3 4D |

| 9 4D |

| 6 4D |

| 7 4B |

| 3 4B |

| 4 4A |

| 2 4C |

| 4 3B |

| 7 3B |

| 2 3B |

| 3 3C |

| 6 3B |

| 4 3B |

| 2 3B |

| 2 3B |

| 1 2A |

| 7 1A |

| 6 1A |

| 12 1A |

| 4 2A |

| 3 2A |

| 12 2A |

| 5 3B |

| 6 3B |

| 1 3B |

| 10 2A |

| 6 2A |

| 6 2A |

| -- 2A |

| - 2A |

| Eerste divisie | Eerste klasse (profniveau) | Tweede divisie | Eerste klasse | Tweede klasse | Derde klasse | Vierde klasse | Eerste klasse NHVB | Tweede klasse NHVB | Derde klasse NHVB |

In elke staaf van de grafiek staat van boven naar beneden vermeld: 
- Eindnotering

Dit is de positie die de club heeft bereikt in de competitie, zonder eventuele beslissings-, play-off- of nacompetitiewedstrijden die nodig zijn geweest om bijvoorbeeld de kampioen van de competitie te bepalen.
Indien een * achter het getal staat is de notering een tussenstand en kan het zijn dat de notering niet overeenkomt met de uiteindelijke eindstand van de competitie.
Staat er een - dan is het seizoen nog bezig en is er geen definitieve uitslag bekend.
Staat er xx op de positie van de notering, dan heeft de club vroegtijdig de competitie verlaten. Dit kan onder andere komen door terugtrekking van het team, faillissement van de club of door een uitgedeelde straf van de KNVB. In veel gevallen staat elders in het artikel de reden vermeld.
Staat er een ? dan is het resultaat uit het verleden onbekend, en is alleen de competitie of het niveau bekend van dat seizoen.
In de seizoenen 2019/20 en 2020/21 werd wegens de coronacrisis het amateurvoetbal afgebroken. Daardoor kennen deze staven geen eindklassering (middels -- weergegeven).
- Competitieniveau en afdelingsletter of Officiële eindstand Eredivisie
  - Competitieniveau en afdelingsletter

Hierbij geeft het getal het niveau weer, dat ook terug te vinden is in de legenda. De letter is de afdelingsaanduiding en wordt gebruikt wanneer er meer afdelingen zijn op hetzelfde niveau. De afdelingsletter is altijd een hoofdletter en wordt meestal zonder nummer gebruikt.
Voorbeeld: 2F is niveau 2e klasse competitie F.
Het competitieniveau en nummer wordt niet vermeld wanneer er slechts één competitie van dit niveau was.
  - Officiële eindstand Eredivisie (getal staat tussen haakjes vermeld)

Sinds de introductie van play-offwedstrijden voor Europees voetbal na afloop van de reguliere competitie in 2005/06, is de KNVB verplicht een eindstand van de Eredivisie door te geven aan de UEFA aan de hand van deze play-offwedstrijden.
Bij deze eindstand staan clubs die zich hebben gekwalificeerd voor Europees voetbal hoger dan clubs die zich niet wisten te kwalificeren. Indien er geen verschil was tussen de eindnotering en de officiële eindstand, staat dit getal niet vermeld.

- Onderafdeling

Hier staat afgekort de naam van de onderafdeling indien de club in dat jaar in een onderafdeling uitkwam. Tevens staat deze afkorting in de legenda en wordt gelinkt naar het artikel over deze onderafdeling. Deze afkorting wordt alleen vermeld wanneer de club in het verleden in verschillende onderafdelingen heeft gespeeld. Deze vermelding is in de staaf altijd in kleine letters. Deze onderafdelingen zijn na het seizoen 1995/96 afgeschaft. Heeft de club in slechts één onderafdeling gespeeld, dan is dit alleen terug te vinden in de legenda.
Onder de staaf staat het jaartal vermeld waarin het seizoen is afgesloten. 15 verwijst naar het seizoen 2014/15 of eventueel het seizoen 1914/15.
Wanneer een staaf leeg is, zijn deze gegevens niet bekend. Het kan ook zijn dat de club dat seizoen niet heeft meegespeeld op het hogere amateurniveau, vroegtijdig de competitie heeft verlaten of uit de competitie is gezet.

In het seizoen 1944/45 was er wegens de Tweede Wereldoorlog geen regulier competitievoetbal.

## Betaald voetbal

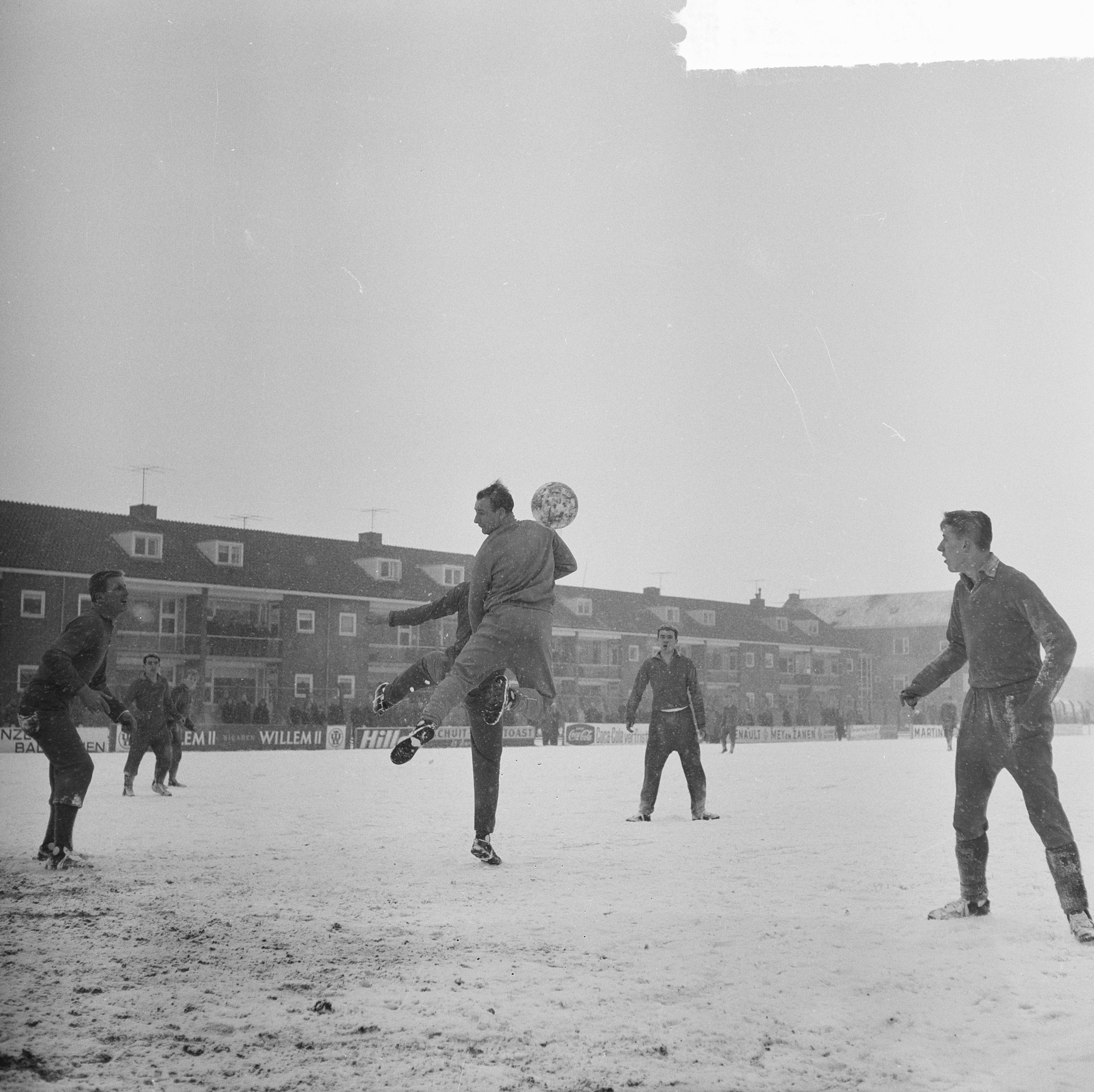
KFC tegen DWS op 3 februari 1963

KFC trad in 1955 toe tot het betaalde voetbal. De ploeg werd ingedeeld in de Tweede divisie. Hoewel de ploeg in 1956 zeer dicht bij promotie was, bleek het betaalde avontuur uiteindelijk toch geen succes. KFC splitste in 1964 de profs van de amateurs. De licentie voor betaald voetbal werd overgenomen door FC Zaanstreek, dat in 1967 met Alkmaar '54 fuseerde tot AZ '67. KFC ging verder als amateurclub.

### Seizoensoverzichten
| Resultaten van KFC sinds de toetreding in het betaald voetbal in 1955 | Resultaten van KFC sinds de toetreding in het betaald voetbal in 1955 | Resultaten van KFC sinds de toetreding in het betaald voetbal in 1955 | Resultaten van KFC sinds de toetreding in het betaald voetbal in 1955 | Resultaten van KFC sinds de toetreding in het betaald voetbal in 1955 | Resultaten van KFC sinds de toetreding in het betaald voetbal in 1955 | Resultaten van KFC sinds de toetreding in het betaald voetbal in 1955 | Resultaten van KFC sinds de toetreding in het betaald voetbal in 1955 | Resultaten van KFC sinds de toetreding in het betaald voetbal in 1955 | Resultaten van KFC sinds de toetreding in het betaald voetbal in 1955 | Resultaten van KFC sinds de toetreding in het betaald voetbal in 1955 | Resultaten van KFC sinds de toetreding in het betaald voetbal in 1955 | Resultaten van KFC sinds de toetreding in het betaald voetbal in 1955                                                          |
| Seizoen                                                               | Competitie                                                            | Competitie                                                            | Competitie                                                            | Competitie                                                            | Competitie                                                            | Competitie                                                            | Competitie                                                            | Competitie                                                            | Competitie                                                            | Kwalificatie                                                          | KNVB beker                                                            | Bijzonderheid |
| Seizoen                                                               | Divisie                                                               | GW                                                                    | W                                                                     | G                                                                     | V                                                                     | PNT                                                                   | DV                                                                    | DT                                                                    | POS                                                                   | Kwalificatie                                                          | KNVB beker                                                            | Bijzonderheid |
| --------------------------------------------------------------------- | --------------------------------------------------------------------- | --------------------------------------------------------------------- | --------------------------------------------------------------------- | --------------------------------------------------------------------- | --------------------------------------------------------------------- | --------------------------------------------------------------------- | --------------------------------------------------------------------- | --------------------------------------------------------------------- | --------------------------------------------------------------------- | --------------------------------------------------------------------- | --------------------------------------------------------------------- | --- |
| 1955/56                                                               | Eerste klasse C                                                       | 30                                                                    | 22                                                                    | 5                                                                     | 3                                                                     | 49                                                                    | 68                                                                    | 29                                                                    | 1e                                                                    | Nacompetitie voor Eredivisie                                          | Geen bekertoernooi                                                    | KFC treedt toe tot het betaald voetbal Wedstrijden tegen GVAV (3–2), Hermes DVS (2–1 & 2–4), NOAD (1–4 & 2–0), RCH (2–3 & 1–1) |
| 1956/57                                                               | Eerste divisie A                                                      | 30                                                                    | 10                                                                    | 5                                                                     | 15                                                                    | 25                                                                    | 56                                                                    | 64                                                                    | 13e                                                                   | –                                                                     | 2e ronde                                                              | – |
| 1957/58                                                               | Eerste divisie B                                                      | 30                                                                    | 7                                                                     | 9                                                                     | 14                                                                    | 23                                                                    | 35                                                                    | 56                                                                    | 14e                                                                   | –                                                                     | 1e ronde                                                              | – |
| 1958/59                                                               | Eerste divisie B                                                      | 28                                                                    | 10                                                                    | 6                                                                     | 12                                                                    | 26                                                                    | 48                                                                    | 54                                                                    | 8e                                                                    | –                                                                     | 1e ronde                                                              | – |
| 1959/60                                                               | Eerste divisie A                                                      | 30                                                                    | 11                                                                    | 7                                                                     | 12                                                                    | 29                                                                    | 39                                                                    | 40                                                                    | 8e                                                                    | –                                                                     | Geen bekertoernooi                                                    | – |
| 1960/61                                                               | Eerste divisie A                                                      | 34                                                                    | 20                                                                    | 6                                                                     | 8                                                                     | 46                                                                    | 66                                                                    | 40                                                                    | 3e                                                                    | –                                                                     | 1e ronde                                                              | – |
| 1961/62                                                               | Eerste divisie A                                                      | 34                                                                    | 12                                                                    | 10                                                                    | 12                                                                    | 34                                                                    | 44                                                                    | 50                                                                    | 11e                                                                   | Directe degradatie                                                    | 2e ronde                                                              | – |
| 1962/63                                                               | Tweede divisie A                                                      | 32                                                                    | 15                                                                    | 8                                                                     | 9                                                                     | 38                                                                    | 57                                                                    | 41                                                                    | 5e                                                                    | –                                                                     | 3e ronde                                                              | – |
| 1963/64                                                               | Tweede divisie A                                                      | 30                                                                    | 10                                                                    | 7                                                                     | 13                                                                    | 27                                                                    | 45                                                                    | 49                                                                    | 10e                                                                   | –                                                                     | 1e ronde                                                              | KFC verandert haar naam in FC Zaanstreek                                                                                       |

### Spelers
- Piet de Boer
- Wim Blokland
- Dick Bosschieter
- Chris Dekker
- Hans van Doorneveld
- Cees Groot
- Martin Koeman
- Joop de Kubber
- Cees Molenaar
- Klaas Molenaar

### Topscorers
- 1955/56:  Klaas Molenaar (14)
- 1956/57:  Dries Mul (15)
- 1957/58:  Eddy Blok (7)
- 1958/59:  Andries Kok (12)
- 1959/60:  Eddy Blok (10)
- 1960/61:  Martin Koeman (16)
- 1961/62:  Henk van Vlierden (17)
- 1962/63:  Henk van Vlierden (13)
- 1963/64:  Bruin Steur (18)

### Trainers
- 1936–1937:  Eddy Donaghy
- 1955–1956:  Bob Kelly
- 1956–1958:  Wim Blokland
- 1958–1959:  József Veréb
- 1959–1963:  Toon Bruins Slot
- 1963–1964:  Joop de Kubber

## Vrouwen
Het eerste vrouwenvoetbalelftal van de club komt sinds het seizoen 2014/15 uit in de Tweede klasse zondag, uitgezonderd 2016/17 toen het in de Derde klasse uitkwam.

### Erelijst
Winnaar KNVB beker: 1985, 1989, 1993

## Bekende (oud-)spelers
- Darryl Bäly
- Dick Bosschieter
- Michiel Hemmen
- Piet Kruiver
- Brandley Kuwas
- Jaap Mol
- Misha Salden
- Dick Schouten
- Hobie Verhulst

Voormalige: GVO · Hellas Sport Combinatie · KVV · Meervogels · PSCK · VV PSZ · QSC · WFC · VVZ Zaandam · FC Zaanstreek · ZFC · ZVV Zilvermeeuwen · VV ZTS · ZVV Zaandam
 Zie ook: AZ